# Maculonaclia subfenestrata
Maculonaclia subfenestrata là một loài bướm đêm thuộc phân họ Arctiinae, họ Erebidae.